# Journées internationales du film de court métrage de Tours
Les Journées internationales du film de court-métrage ont eu lieu à Tours de 1955 à 1968.

## La genèse: les Journées du cinéma (1951-1961)
En 1951, dans le cadre de l'Association française pour la diffusion du cinéma fraîchement créée (et dont Roger Leenhardt a pris la tête), Pierre Barbin, Michel Boschet et André Martin (qualifiés ultérieurement de « croisés du cinéma » par Jean de Baroncelli) fondent les Journées du cinéma, conçues comme une manifestation itinérante visant à « sensibiliser au cinéma » les populations locales. 
En juin-juillet 1951, cette fois sous l’égide de l’Association international des amis de la radio, du cinéma et de la télévision parrainés par Jean Cocteau, et sous la direction de Jean-Maurice Bugat entouré des animateurs de l’AFDC, la manifestation investit la cité de Carcassonne. Sur un écran géant adossé au théâtre antique, on voit en avant-première ‘’Anone’’ de Gilbert de Daunant ou le ‘’Napoléon’’ de Jean Tedesco, mais aussi des films qui n’ont pas rencontré le succès escompté dans la capitale.
Bénéficiant d'une subvention gouvernementale, elle se tient ensuite à Versailles du 20 au 27 novembre 1951, sous la direction de la Fédération centrale des ciné-clubs (ce alors que Barbin anime le ciné-club versaillais) ; on y voit, outre la première mondiale d'Un grand patron, des films français, italiens, russes, tchécoslovaques, anglais et mexicains. Les journées s'accompagnent d'une exposition et de projections de court-métrages sur la vie locale, d'un concours de vitrines, ou encore d'une conférence de Rodolphe-Maurice Arlaud sur l'art de la réalisation. Chaque jour est dédié à une nationalité ou un genre (animé). Cette première expérience, soutenue par les commerçants de la ville, rencontre un fort succès critique. En outre, dans la ville, la fréquentation des salles obscures augmente de 21 % — indice de la faveur du public.
En mai 1953, annoncée aussi un temps à Rouen la première édition provinciale est à Troyes. Ce n'est autre que Jacques Flaud, directeur général du Centre national de la cinématographie, qui l'inaugure. Cette fois, sont aussi organisées des projections-surprises. Chacun des sept exploitants de la ville accepte de projeter un film tour à tour (comme Umberto D., le Japonais Rashomon' ou Europe 51). Le samedi, une Nuit noire se tient. L'exposition et le concours de vitrines sont réédités. Pour L'Est-Éclair, il ne s'agit de rien de moins que « la plus retentissante manifestation cinématographique de l'année », après le festival de Cannes.
Les Journées sont à Nevers en juin 1954. Jean Mitry présente lui-même ses films. L’exposition « Le cinéma vous attend » est accueillie dans une église. C’est ensuite Roanne qui accueille l’édition du mois d’octobre, la même année. Malgré les défections de plusieurs acteurs, sont notamment présents Marthe Mercadier, Arlette Sauvage et Robert Dalban. ‘’Le Progrès de la Loire’’ va jusqu’à parler de .
En mars 1955, l’année de la naissance des Journées du court à Tours, les Journées du cinéma se prolongent à Sens, et explorent à la fois le court-métrage, le film d’actualité, l’animé où le cinéma publicitaire. Elles rencontrent un nouveau succès. On y voit cette fois encore plusieurs vedettes lors des premières, dont Isabelle Pia.
C'est ensuite Calais en octobre de la même année. Claire Olivier et Jean-Jacques Delbo s'y rendent. En bilan, Liberté parle de « kermesse », tandis que Le Parisien note que si les deux premières journées furent peu courues, la suite de la manifestation connut un vif succès.
Entre 1953 et 1959, est édité un organe, Les Journées.
En 1956, l'édition tourangelle est saluée par François Truffaut, qui juge qu'elles permettent de « lutte[r] contre la désaffection du public en réveillant son intérêt » pour le cinéma ; et de louer le « travail extrêmement utile » de ses animateurs, permettant une « nouvelle victoire ». Une soirée est consacrée, cette année-là, au western.
Le festival se poursuit encore sous cette forme jusqu'en 1961.

## Après 1955: Tours
Ce festival est la première manifestation cinématographique exclusivement consacrée au court métrage. Il s'ouvre en 1955, du 23 au 25 septembre : quarante-quatre films y sont présentés, dont neuf français. Le jury comprend notamment Abel Gance, Francis Poulenc, André Bazin et Roger Leenhardt. Quatre mille entrées sont enregistrées à l'occasion de huit séances organisées dans une seule salle.
En dépit de son succès et de sa renommée, le festival doit quitter Tours pour Grenoble après son édition de 1968, victime d'une décision du maire de la ville, Jean Royer.
Une nouvelle édition a été lancée en 1970, mais ses organisateurs précisèrent alors qu'il ne s'agissait pas d'une reprise de la formule adoptée en 1955.

## Films ayant obtenu le Grand Prix
- 1955 : Royaumes de ce monde de Roger Livet
- 1956 : Dimanche à Pékin de Chris Marker
- 1957 : La Joconde de Henri Gruel
- 1958 : Sept Arts de Ion Popescu-Gopo
- 1959 : We Are the Lambeth Boys de Karel Reisz
- 1960 : Actua-Tilt de Jean Herman
- 1961 : La Rivière du hibou de Robert Enrico
- 1962 : Les Mammifères de Roman Polanski
- 1966 : La Surface perdue de Dolorès Grassian
- 1968 : Vous êtes des hommes comme les autres de Bryan Stanley Johnson

### Vidéos
- Tours 1959, de Guy Cavagnac [présentation en ligne] : Film-reportage des journées internationales du court métrage.